# Championnat du monde de Supersport
Navigation
Le Championnat du monde de Supersport (Supersport World Championship, WorldSSP, WSSP ou SSP) est la principale compétition de Supersport au niveau mondial, une catégorie de courses sur circuit de vitesse moto réservée aux motos de production. La plupart des motos engagées sont équipées d'un moteur 4 cylindres cubant 600 cm3.
Le championnat est régulé par la Fédération internationale de motocyclisme. Dorna Sports s’occupe de gérer et de promouvoir la compétition.

## Histoire
Le Supersport a été créé en 1990 pour être une catégorie d'appui pour le Superbike. Au début, c'était seulement un championnat européen. En 1997, le championnat est devenu les World Series. En 1999, le championnat trouve son nom définitif de Championnat du monde de Supersport.
Les manches de Supersport se déroulent les mêmes week-ends et sur les mêmes circuits que le Superbike.
Fin 2021, et à la suite de la mort de Dean Berta Vinales en Supersport 300, la commission Superbike a pris de nouvelles mesures concernant le Supersport. Désormais, l'âge minimum pour courir en Supersport est de 18 ans, contre 16 auparavant. L'airbag devient obligatoire pour tous les pilotes dans la catégorie.

## Palmarès
| Année                | Champion              | Moto     | Champion Constructeur |
| -------------------- | --------------------- | -------- | --------------------- |
| Championnat d'Europe |                       |          |                       |
| 1990                 | Howard Selby          | Yamaha   | Yamaha                |
| 1991                 | Luis d'Antin          | Honda    | Honda                 |
| 1992                 | Stefan Scheshowitsch  | Honda    | Honda                 |
| 1993                 | Michael Paquay        | Honda    | Honda                 |
| 1994                 | Yves Briguet          | Honda    | Honda                 |
| 1995                 | Michael Paquay        | Ducati   | Ducati                |
| 1996                 | Fabrizio Pirovano     | Ducati   | Ducati                |
| World Series         |                       |          |                       |
| 1997                 | Paolo Casoli          | Ducati   | Ducati                |
| 1998                 | Fabrizio Pirovano     | Suzuki   | Suzuki                |
| Championnat du monde |                       |          |                       |
| 1999                 | Stéphane Chambon      | Suzuki   | Yamaha                |
| 2000                 | Jörg Teuchert         | Yamaha   | Yamaha                |
| 2001                 | Andrew Pitt           | Kawasaki | Yamaha                |
| 2002                 | Fabien Foret          | Honda    | Suzuki                |
| 2003                 | Chris Vermeulen       | Honda    | Honda                 |
| 2004                 | Karl Muggeridge       | Honda    | Honda                 |
| 2005                 | Sébastien Charpentier | Honda    | Honda                 |
| 2006                 | Sébastien Charpentier | Honda    | Honda                 |
| 2007                 | Kenan Sofuoğlu        | Honda    | Honda                 |
| 2008                 | Andrew Pitt           | Honda    | Honda                 |
| 2009                 | Cal Crutchlow         | Yamaha   | Yamaha                |
| 2010                 | Kenan Sofuoğlu        | Honda    | Honda                 |
| 2011                 | Chaz Davies           | Yamaha   | Yamaha                |
| 2012                 | Kenan Sofuoğlu        | Kawasaki | Kawasaki              |
| 2013                 | Sam Lowes             | Yamaha   | Kawasaki              |
| 2014                 | Michael van der Mark  | Honda    | Honda                 |
| 2015                 | Kenan Sofuoğlu        | Kawasaki | Kawasaki              |
| 2016                 | Kenan Sofuoğlu        | Kawasaki | Kawasaki              |
| 2017                 | Lucas Mahias          | Yamaha   | Yamaha                |
| 2018                 | Sandro Cortese        | Yamaha   | Yamaha                |
| 2019                 | Randy Krummenacher    | Yamaha   | Yamaha                |
| 2020                 | Andrea Locatelli      | Yamaha   | Yamaha                |
| 2021                 | Dominique Aegerter    | Yamaha   | Yamaha                |
| 2022                 | Dominique Aegerter    | Yamaha   | Yamaha                |
| 2023                 | Nicolò Bulega         | Ducati   | Ducati                |
| 2024                 | Adrián Huertas (en)   | Ducati   | Ducati                |

## Attribution des points
| Position | 1  | 2  | 3  | 4  | 5  | 6  | 7 | 8 | 9 | 10 | 11 | 12 | 13 | 14 | 15 |
| Points   | 25 | 20 | 16 | 13 | 11 | 10 | 9 | 8 | 7 | 6  | 5  | 4  | 3  | 2  | 1  |